# Felix Ørn-Kristoff
Felix Ørn-Kristoff (* 15. März 2006 in Stavanger) ist ein norwegischer Radrennfahrer, der vorwiegend im Straßenradsport aktiv ist.

## Sportlicher Werdegang
Bereits als Junior machte Ørn-Kristoff 2023 und 2024 durch wiederholte Erfolge im UCI Men Juniors Nations’ Cup auf sich aufmerksam. Zudem gewann er bereits im ersten Jahr als Junior die Bronzemedaille im Straßenrennen bei den Straßenradsport-Weltmeisterschaften 2023. Ein Jahr später kürte er sich in Hasselt zum Junioren-Europameister im Straßenrennen.
Zur Saison 2025 wurde Ørn-Kristoff mit dem Wechsel in die U23 Mitglied im Development Team Wanty-Nippo-Re Uz, um 2026 in das UCI WorldTeam Intermarché-Wanty aufzusteigen. Seinen ersten Renneinsatz in der Elite hatte er mit dem UCI WorldTeam bei der Clásica de Almería 2025.

## Familie
Felix Ørn-Kristoff ist der Halbbruder des Radrennfahrers Alexander Kristoff.

## Erfolge
2023
- Weltmeisterschaften – Straßenrennen (Junioren)
- Gesamtwertung, zwei Etappen und Nachwuchswertung Nation's Cup Hungary

2024
- Junioren-Europameister – Straßenrennen
- Europameisterschaften – Mixed-Staffel (Junioren)
- norwegischer Junioren-Meister – Straßenrennen
- eine Etappe Ster van Zuid-Limburg
- zwei Etappen Eroica Juniores
- eine Etappe Saarland Trofeo